# 葛寅亮
葛寅亮（1570年2月22日—1646年），字水鑑，號屺瞻。浙江錢塘縣（今屬杭州市）人。明朝末年政治人物。萬曆二十八年（1600年）浙江鄉試解元，次年聯捷進士。崇禎年間官至通政使司左通政。弘光時，官戶部侍郎。隆武朝任工部尚書。隆武政權滅亡後，絕食殉國。

## 生平

### 仕途
萬曆二十八年（1600年）庚子科浙江鄉試第一名舉人。萬曆二十九年（1601年）辛丑科二甲進士。授南京禮部主事，升郎中。萬曆三十六年（1608年）引疾歸里。三年後起複，先後任江西右參議、按察使司副使、布政使司參政等。萬曆四十四年（1616年）任湖廣提學副使。因得罪權貴遭到彈劾。以丁憂去官。

### 再起
天啟二年（1622年）再起用爲福建按察使司僉事，升湖廣參議，轉福建參議。天啟六年（1626年）升南京尚宝司卿，不久又去職。崇禎四年（1631年）又起为尚宝司卿。崇禎七年（1634年）升任左通政。崇禎十二年（1639年）罢官。

### 南明
弘光朝时，先后任太常寺卿、大理寺卿、户部侍郎。隆武朝，任工部侍郎、工部尚书。隆武二年（清順治三年，1646年）十月，隆武政权灭亡，葛寅亮绝食殉國。

## 南京佛教改革
葛寅亮曾主導一場南京佛教改革，起自萬曆三十二年（1604）十二月以清查三大寺寺租，至萬曆三十六年（1608年）其「引疾歸里」為止，歷時三年多。這場改革以南京禮部之名義推行，起初獲得南京禮部堂官及各司同僚支持，為自上而下推行之改革活動。所涉及到的僧人也是當時最多。除此之外其改革措施及內容也最詳細廣泛，不僅針對佛教內部僧務運作、寺院經濟管理、僧人焚修等進行改革，也包含國家對佛教管理體制之改革，其出發點不僅是只是清除長期累積的弊病與振興佛教，其實還包含加強對佛教頹勢的控制，使佛教更好地為統治者服務。
葛寅亮的改革，在當時規模最大，涉及南京城內外，包括附郭的上元、江寧二縣各佛寺，具有一定之規模，計入《金陵梵剎志》者共計176所，「其最小不計入者」尚有百餘所，所涉及之僧人也是當時最多。此次改革使南京佛教獲得了一定程度的振興，甚至成為全國樣板。但卻因此得罪權宦勢豪，正統士大夫也不以為然，此改革最終以葛寅亮遭辱罷官，失敗收場，而南京佛教日益衰微。

## 著作
曾仿北魏《洛阳伽蓝记》，編寫《金陵梵刹志》。

## 佚事
袁枚《子不語》記載清代兵部尚書陸宗楷之子在杭州清波門外買地，毀棄葛寅亮之母墓地，被怨恨索命之事。